# Abapeba echinus
Abapeba echinus är en spindelart som först beskrevs av Simon 1896.  Abapeba echinus ingår i släktet Abapeba och familjen flinkspindlar. Inga underarter finns listade i Catalogue of Life.